# Veronika Wand-Danielsson
Pour les articles homonymes, voir Danielsson.
Veronika Wand-Danielsson, née en 1959, est une diplomate suédoise. Elle est ambassadrice de Suède en France de 2014 à 2020.

## Biographie
Fille de diplomate, Veronika Wand-Danielsson a passé une partie de son enfance en Afrique (Bénin, Nigeria, Angola). Elle est diplômée en sciences politiques après des études à l'Université de Stockholm, à l'Institut d'études politiques de Paris et à l'Université d'Uppsala. Après avoir travaillé à l'OCDE à Paris, elle entre en 1990 au ministère des Affaires étrangères suédois, à la Direction générale pour la coopération multilatérale.
De 1993 à 1999, elle est détachée à la Direction générale pour le développement de la Commission européenne, avant d’être nommée ministre conseiller à la représentation permanente de la Suède à l'Union européenne à Bruxelles où elle gère de 2000 à 2007 différents dossiers : les relations de l'UE avec les Balkans occidentaux, puis les relations extérieures de la Représentation, les négociations des perspectives financières (le budget européen) et enfin le traité de Lisbonne. 
Veronika Wand-Danielsson est nommée ambassadeur de Suède à l'OTAN de 2007 à 2014 période durant laquelle la Suède développe et renforce sa coopération avec l’OTAN ainsi que ses contributions militaires aux missions menées en Afghanistan et en Libye. Le 1er septembre 2014, elle est nommée ambassadeur de Suède en France et accréditée auprès de la principauté de Monaco le 25 février 2015. Elle est la première femme nommée ambassadeur de Suède en France.
Veronika Wand-Danielsson est mariée à Christian Danielsson, directeur général à la Commission européenne. Ils ont deux enfants. Elle est grand officier de l'ordre national du Mérite.

## Distinctions
- Grand officier de l'ordre national du Mérite.